# Szüle Mihály
Sárossy Szüle Mihály Ferenc (Újpest, 1902. július 2. – Budapest, 1992. január 23.) magyar színész, színházigazgató, rendező, színpadi szerző. Nagybátyja Szüle Péter (1886–1944) festőművész.

## Életpályája
Szüle Mihály lakatossegéd és Gremsperger Kornélia Anna (1878–1915) fia. 1922-ben Andor Zsigmond társulatában kezdte pályáját. 1927-ben Fodor Oszkár pécsi társulatától Amerikába szerződtették. 1930-ban megalapította a New York-i Operettszínházat, amelyet 1932-ig vezetett. 1935-től Radó László makói, majd kispesti társulatának színésze és rendezője volt. 1938-ban a Terézvárosi Színpad majd a Zuglói Színház igazgatója volt. 1939–1940 között a Royal Színház gazdasági igazgatójaként tevékenykedett. 1941-ben felépíttette a Vidám Színházat, amelynek 1944-ig igazgatója volt. 1945-ben Nyári Színház néven próbált az Erzsébet téri Kioszkban előadásokat tartani. 1946-ban ismét az USA-ba utazott. Egy ideig Jávor Pállal együtt a Jávor–Sárossy Szabadság Színházzal járta a magyarlakta vidékeket, majd saját társulatot szervezett. 1955–1956 között Miamiban létrehozta a Floridai Napsugár Színházat.
Színészként bonviván szerepkörben játszott, de prózai művekben is látható volt. A Vidám Színházban elsősorban szórakoztató műveket adott elő. Írt nótákat, alkalmi műveket és vígjátékokat is.
Sírja a Fiumei úti sírkertben található (34-3-30).

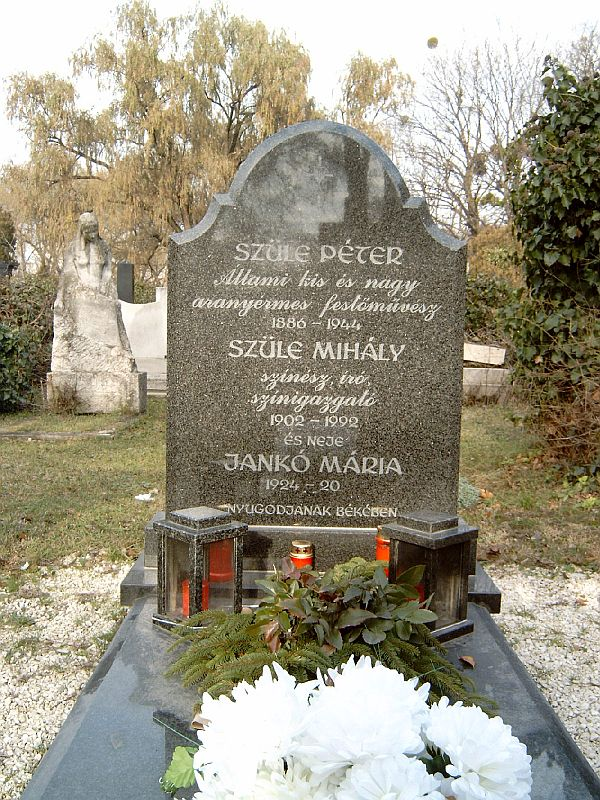
Szüle Péter festő és Sárossy Szüle Mihály színész, színházigazgató, rendező, színpadi szerző sírja Budapesten. Fiumei úti sírkert: 34-3-30.

## Színházi munkái
A Színházi Adattárban regisztrált bemutatóinak száma: szerzőként: 12; rendezőként: 1.

### Szerzőként
- Egy bolond százat csinál (1939, 1966-1967, 1988, 1997, 1999, 2004, 2011-2012)
- 1 bolond 100-at csinál (1984)

### Színhészként
- Radó József: Régi jó Budapest...Rudi
- Lehár Ferenc: A mosoly országa....Szu-Csong
- Heltai Jenő: A néma levente....Mátyás

### Színházi rendezései
- Eger: Patyolatkisasszony (1942)
- Kacsóh Pongrác: János vitéz
- Goldfaden: Szulamit
- Katona József: Bánk bán

## Drámái
- Egy bolond százat csinál (1935)
- Huszárszerelem (1937)
- Bolond lyukból bolond szél fúj (1940)

## Könyvei
- Miszter Jávor + Az amerikai magyar színház története (New York, 1982)

## Filmjei
- Csákó és kalap (1941)
- Behajtani tilos! (1941)
- Egy bolond százat csinál (1942, 2006)